# 안동강남초등학교
안동강남초등학교는 대한민국 경상북도 안동시에 있는 초등학교다.

## 학교 연혁
- 2003. 01. 20 안동강남초등학교 설립인가
- 2003. 02. 26 준공
- 2003. 03. 01 개교(12학급 편성)
- 2003. 03. 01 초대 김순환 교장 취임
- 2003. 03. 10 병설유치원 2학급 개원
- 2003. 08. 01 강당 증축
- 2004. 03. 01 초등 16학급 편성(유치원 3학급)
- 2005. 03. 01 초등 27학급 편성(유치원 4학급)
- 2005. 03. 01 경상북도교육청 지정 교실수업개선 연구중심학교(2005~2006)
- 2006. 03. 01 초등 34학급 편성(유치원 4학급)
- 2007. 11. 22 안동강남도서관 개관
- 2009. 04. 09 영어 전용실 및 영어 도서실 개관
- 2010. 03. 01 초등 40학급 편성(유치원 4학급)
- 2013. 09. 01 제7대 손호익 교장 부임
- 2014. 02. 14 제11회 졸업(졸업생 수 193명 / 누계 1721명)
- 2014. 03. 01 초등 41학급 편성(유치원 4학급)

## 화재
2019년 12월 12일 오전 9시 28분께 안동시 정하동 강남초등학교 강당에서 화재가 발생해 1시간 30분여 만인 10시 55분께 [진화]를 완료했다.  다행히 큰 인명피해는 없었지만, 학생 2명과 교사 4명이 연기를 흡입해 인근 병원에서 치료를 받았다. 
화재가 발생하자 소방당국은 소방관 129명과 의용소방대 74명, 소방차 21대와 구조구급차량 7대를 투입해 진화작업을 펼쳤다.
또 경찰과 공무원, 굴착기와 덤프트럭 등 소방 외 인력도 69명과 17대가 동원 돼 화재 진압에 나섰다.
학교는 전교생 897명과 교직원 63명, 유치원 89명을 신속히 대피시켰으며, 오전 10시께 학생들을 모두 귀가 조처했다.
집안 사정으로 즉시 귀가가 어려운 학생은 인근의 성희여고 체육관으로 대피했다.
특히 구조 과정에서 체육관과 인접해 있는 4학년 5반 학생들은 연기로 계단을 이용한 탈출이 어려워지자 창문을 통해 사다리차로 구조된 것으로 알려졌다.
안동시도 아파트 밀집단지 내의 학교에서 화재가 발생함에 따라 인근 주민들에게 대피 안전 안내문자를 보내기도 했다.